# ديفيد ويلر
ديفيد ويلر (بالإنجليزية: David Weller) هو دراج جامايكي، ولد في 11 فبراير 1957 في بورتمور في جامايكا.

## وصلات خارجية
- ديفيد ويلر على موقع أرشيف الدراجات (الإنجليزية)
- ديفيد ويلر على موقع أوليمبيديا (الإنجليزية)